# Ugovor o prodaji robe
Ugovor o prodaji robe je takav ugovor u kome se prodavac obavezuje da će na kupca preneti vlasništvo(pravo svojine) na prodatu robu kao i da će mu je predati, odnosno pružiti ukoliko je u pitanju usluga. Sa druge strane, kupac je na osnovu ovog ugovora dužan da plati cenu u novcu, kao i da robu preuzme. Pod robom se podrazumevaju materijalna ali i nematerijalna dobra, odnosno proizvodi i usluge čije je osnovno svojstvo da zadovoljavaju potrebe ljudi, do kojih je moguće doći kupovinom ili razmenom.

## Karakteristike ugovora
Ugovor o prodaji robe je:
- Obavezan i teretan za obe ugovorne strane zato što obavezuje i kupca i prodavca.
- Konsensualan jer je zasnovan na konsenzusu.
- Neformalan jer je za zaključenje dovoljna prosta saglasnost o bitnim elementima ugovora. Izuzetak je ugovor o prodaji nepokretnih stvari koji je formalan i mora biti u pismenoj formi. Ukoliko nije ispunjen uslov vezan za formu, ugovor o prodaji nepokretnosti je nevažeći (ništavan).
- Najčešće komutativan, ali može biti i aleatoran. Komutativan znači da se u trenutku zaključenja zna uzajamni odnos i visina prestacija, odnosno šta ko prima i šta ko po ugovoru duguje. Aleatoran ugovor je poznat i kao ugovor o prodaji nade (npr. prodaja buduće žetve).
- Jednostavan, a ne mešovit, što znači da sadrži elemente koji su karakteristični samo za jedan tip ugovora.
- Kauzalan (naznačen je razlog i svrha ili cilj obavezivanja, na primer kod ugovora o prodaji prodavac se obavezao zbog cene, a kupac zbog robe).
- Ugovor sa sporazumno određenom sadržinom (ugovorne strane sporazumno određuju elemente i uslove ugovora)[2]

## Elementi ugovora o prodaji robe

### Bitni elementi

#### Predmet kupoprodaje
Predmet kupoprodaje mora zadovoljiti određene uslove koji se odnose na mogućnost, dozvoljenost i određenost prodaje . Ukoliko je predmet ugovora stvar (roba), onda ona mora biti u prometu. Ukoliko je stvar van prometa ugovor je nevažeći (ništavan). Za stvari koje su u ograničenom prometu važe posebni uslovi. Takođe, prodaja se može odnositi i na buduće stvari. Stvar mora postojati u trenutku zaključenja ugovora (izuzev kod ugovora o prodaji buduće stvari), u suprotnom ugovor nema pravno dejstvo. Takođe, ugovor nema pravno dejstvo ni u slučaju da je stvar iz ugovora propala do trenutka zaključenja ugovora. Ako je stvar delimično propala kupac ima pravo izbora: da raskine ugovor ili da ostane pri ugovoru uz adekvatno sniženje cene. Predmet prodaje može biti i tuđa stvar, međutim kupac mora biti obavešten da je stvar tuđa. U suprotnom ima pravo da raskine ugovor i traži naknadu štete.
Generičke stvari kao predmet kupoprodaje su određene po vrsti, količini i kvalitetu (primer: hiljadu kilograma pšenice belice). Određena vrsta ove robe treba u ugovoru da bude jasno naglašena s tim što u ugovoru može da bude naglašeno i više vrsta. U tom slučaju, osim ukoliko u ugovoru nije drugačije naglašeno, pravo izbora vrste pripada prodavcu. Količina robe može da bude precizno ili okvirno definisana u ugovoru. Precizno (zapreminom, težinom, brojem komada), a okvirno („od …do”, „najmanje…najviše”). Ugovorne strane mogu da ugovore količinu robe i upotrebom trgovačkih izraza sa uobičajenim značenjem (vagon-deset hiljada kilograma bruto, cisterna-deset hiljada kilograma-neto) osim ukoliko ugovorom nije drugačije definisano).
Po pravilu ugovorne strane imaju slobodu da utvrde kvalitet robe. Postoje dva slučaja kada je ova sloboda ograničena. U prvom slučaju postoje propisi o kvalitetu (životne namirnice) robe, dok u drugom postoje obavezni standardi. Nepoštovanje ovih pravila povlači određenje sankcije. Ako kvalitet robe nije ugovorom propisan ugovor je ipak punovažan jer se kvalitet robe u ovom slučaju određuje prema uzansama. Da bi predmet kupoprodaje bile individualne stvari potrebno je da budu precizno označene u ugovoru čime bi se razlikovale od drugih sličnih stvari. Pored stvari, predmet kupoprodaje mogu da budu i prenosiva imovinska prava. Neka od prava su: prava o korišćenja tuđih stvari, autorska i pronalazačka prava, tražbena prava ili potraživanja…

#### Cena
Cena, odnosno novčana naknada je drugi obavezni element ugovora o prodaji robe. Ona treba da je:
- izražena u novcu: pod novcem se podrazumeva zakonsko sredstvo plaćanja u određenom pravnom sistemu.[4] Takođe, cena se može delimično iskazati i u nekoj stvari. U tom slučaju vrednost novca mora biti veća od vrednosti stvari.
- određena ili odrediva: ukoliko nije ni jedno ni drugo ugovor je nevažeći. U posebnim slučajevima cena može biti određena od strane nadležnog organa. Tada kupac plaća propisanu cenu. U slučaju da je kupac već uplatio ugovorenu cenu ima pravo na povraćaj razlike između ugovorene i propisane cene.
- stvarna: ukoliko cena nije stvarna već fiktivna ugovor neće imati pravnu snagu.
- srazmerna (pravična): nije uslov za nastanak ugovora, ali ukoliko cena nije pravična može se zahtevati poništenje ugovora.[5]

### Sporedni elementi
Pored navedenih obaveznih elemenata u ugovoru se mogu fakultativno nalaziti i sledeći elementi:
- Rok, mesto i način predaje robe
- Rok, mesto i način plaćanja robe
- Prevoz robe (rok otpreme, sredstvo prevoza, obaveštenje o otpremi)
- Troškovi
- Osiguranje u prevozu
- Prelaz rizika
- Utvrđivanje kvaliteta i kvantiteta
- Ambalaža
- Porezi, takse i drugi troškovi
- Pribavljanje dokumenata (transportna dokumenta, fakture, uverenje o poreklu robe…)
- Garancija prodavca
- Posledice neizvršenja ugovora i specijalne sankcije (npr ugovorna kazna, ograničenje naknade štete)
- Mogućnost raskida ugovora i njegove posledice
- Viša sila i drugi osnovi oslobođenja od odgovornosti
- Mogućnost eventualne revizije ugovora
- Nadležnost suda ili arbitraže
- Eventualne rezerve i dobijanje uvozne ili izvozne dozvole u slučaju da se radi o spoljnotrgovinskim ugovorima[6]

## Obaveze prodavca
Osnovne obaveze prodavca su:
- Obaveza predaje stvari je glavna obaveza prodavca koja kupcu garantuje pravo raspolaganja predmetom kupoprodaje. Prodavac predaje stvar u skladu sa odredbama vezanim za vreme, mesto i način, a koji su definisani u ugovoru. Smatra se da je obaveza prodavca izvršena kada kupac preuzme predmet kupoprodaje. Neki od načina predaje su: fizička predaja (predaja „iz ruke u ruku”), simbolična predaja (na primer predaja ključeva od stana) kao i upis u zemljišne knjige (u slučaju nepokretnosti).
- Obaveza zaštite u slučaju materijalnih i pravnih nedostataka: Roba mora biti ispravna kako u materijalnom tako i u pravnom smislu(data roba bude ispravna, legalna…) . Ukoliko ovi zahtevi nisu ispunjeni, kupac može da zahteva sniženje cene, da raskine ugovor i ima pravo na naknadu štete.[3]

## Obaveze kupca
Osnovne obaveze kupca definisane ugovorom o prodaji robe su:
- Obaveza isplate cene: Kupac je dužan da prodavcu isplati određenu sumu novca, koja je određena samim ugovorom ili zakonom. Cena se isplaćuje odjednom ili u ratama (ukoliko je ugovorom predviđeno). Mesto isplate je naznačeno u ugovoru. Ukoliko to nije slučaj plaćanje se vrši u sedištu prodavca, te se na ovaj način mesto plaćanja i predaje stvari poklapaju. Vreme plaćanja je takođe definisano u ugovoru i vreme plaćanje može biti pre isporuke, u toku ili posle isporuke. Ukoliko vreme isplate nije definisano ugovorom onda se vreme plaćanja podudara sa vremenom isporuke robe. Dogovorom između kupca i prodavca definiše se način plaćanja koji može biti u gotovom novcu, hartijama od vrednosti ili plaćanje uz dokument.
- Obaveza preuzimanja stvari: Kupac je dužan da preduzme sve potrebne aktivnosti kako bi omogućio prodavcu da ostvari svoju dužnost predaje.
- Ostale obaveze: pored obaveze isplate cene i obaveze preuzimanja stvari, kupac ima i razne obaveze u vezi sa isplatom cene (otvaranje akreditiva, davanje garancije za plaćanje cene itd), obavezu dostavljanja specifikacije, obavezu pribavljanja transportnih sredstava i obavezu dostavljanja ambalaže.[3]

## Slučajevi prodaje sa naročitim pogodbama

### Fiksna prodaja
Slučaj kod koga je rok bitan element ugovora čijim istekom se ugovor raskida.

### Prodaja sa pravom preče kupovine
Slučaj kod kog je kupac dužan da obavesti prodavca o nameravanoj prodaji robe trećem licu i da ponudi prodavcu da kupi robu po istoj ceni. Karakteristika ovakvog načina prodaje je ograničena sloboda ugovaranja na strani kupca zbog toga što je kupac dužan, ukoliko želi da proda robu, da je prvo ponudi prodavcu na koga se odnosi pravo preče kupovine.

### Kupovina na probu
Slučaj kod kog kupac ima mogućnost da isproba robu pre kupovine kako bi utvrdio da li mu roba odgovara ili ne. Kupac je dužan da obavesti prodavca u utvrđenom roku da li ostaje pri kupovini.

### Prodaja po uzorku ili modelu
Slučaj kod kog predmet kupoprodaje istovetan uzorku ili modelu tog istog predmeta, osim ako je roba data kupcu samo radi obaveštenja i približnog određivanja osobine robe.
Prodaja sa zadržavanjem prava svojine
Ugovor u kome prodavac zadržava pravo svojine i posle predaje robe kupcu, sve dok kupac ne isplati cenu robe u potpunosti. Karakteristika ovog slučaja prodaje je da prodavac zadržava pravo svojine u cilju obezbeđenja isplate.

### Zadaci prodaje
Zadatak prodajne funkcije je da proda proizvedene proizvode u proizvodnom preduzeću, a u trgovačkom da proda nabavljene proizvode uz najpovoljnije cijene. Prodaja mora aktivno učestvovati u koncipiranju marketing filozofije poslovanja. S obzirom na to da prodaja neposredno komunicira sa kupcima, ona je upoznata šta kupci žele i koje su im potrebe. Zadaci prodaje zavise od konkretne organizacije preduzeća. Prodajna služba može da obavlja dosta poslova vezanih za tržište ukoliko u preduzeću ne postoji posebna služba koja se bavi marketingom. To podrazumijeva istraživanje tržišta, pravljenje plana prodaje koji kasnije služi kao interno mjerilo uspješnosti preduzeća, ugovaranje poslova i isporuka, formiranje ponude, izdavanje naloga za plaćanje…

### Organizacija prodaje
Mnogi faktori djeluju na organizaciju prodaje.Što je preduzeće udaljenije od tržišta (geografski), prodaja će biti složenija. Ukoliko je ponuda veća od tražnje, prodaja mora biti u prvom planu i veoma dobro organizovana kako bi zaobišla konkurenciju. Što je veća ponuda preduzeća (obim, asortiman), i prodajna služba bi trebalo da bude složenija. U manjim preduzećima, prodaja je u okviru komercijalnog sektora, zajedno sa nabavkom, skladištenjem i transportom. Veća preduzeća organizuju prodaju diferencirano od drugih funkcija. U savremeno organizovanim preduzećima radi u okviru marketing službe.

### Politika prodaje
Osnovni zadatak prodajne politike je promet dobara kako bi se zadovoljile potrebe potrošača. Drugi osnovni cilj tiče se opstanka i razvoja preduzeća. Načela prodajne politike su veza sa tržištem, utiču na smanjenje poslovnog rizika i ugled na tržištu. Preduzeće treba da se prilagodi tržištu, da zadržava stalne saradnike sa kojima uspješno sarađuje, da bude prije svega likvidno i da se ponaša u skladu sa poslovnom etikom, kako bi imalo ugled koji je izuzetno važan na tržištu. Instrumenti prodajne politike su : izbor asortimana, izbor načina prodaje, propaganda, reagovanje na reklamacije kupaca, kadrovska politika, politika cijena.

## Vrste ugovora
1. Zavisno od karakteristika ugovornih strana i njihove delatnosti postoje građanska i trgovinska prodaja
2. Zavisno od predmeta prodaje razlikuje se prodaja pokretnih i nepokretnih stvari
3. Zavisno od sedišta ugovornih strana razlikujemo domaću i međunarodnu prodaju
4. Zavisno od načina plaćanja cene postoji prodaja na kredit, gotovinska prodaja, prenumeraciona prodaja (pretplata) i prodaja sa obročnim otplatama cene (otplata jednakim ratama).[7]

## Zajedničke pravila za obaveze prodavca i kupca
Nijedna strana nije dužna da ispuni svoje obaveze ako druga ne ispuni svoje, osim ako nije drugačije definisano ugovorom. Ukoliko jedna strana nije u mogućnosti da ispuni ugovor druga strana može da raskine ugovor i traži naknadu štete- Anticipativni raskid.

## Naknada štete
Kada dužnik, ugovorne strane, ne ispuni svoj deo obaveze ili je ispuni ali nije u skladu sa ugovorom, druga strana, to jest poverilac, može zahtevati da dužnik naknadi štetu poveriocu. Postoji poseban slučaj kada dužnik nije odgovoran za neispunjenje obaveze. Cilj naknade štete je da stavi poverioca u isti imovinski položaj u kome bi se nalazio da je ugovor ispunjen (takozvani pozitivni ugovorni interes).

## Prelaz rizika i troškova sa prodavca i kupca
Osnovno je pravilo da se momenat prelaska rizika sa prodavca na kupca vezuje za momenat primopredaje robe (u momentu isporuke robe i prijema robe).